# A Kongói Demokratikus Köztársaság a 2013-as úszó-világbajnokságon
A Kongói Demokratikus Köztársaság két úszóval vett részt a 2013-as úszó-világbajnokságon, akik két versenyszámban indultak.

## Úszás
Férfi
| Versenyző        | Verseny               | Selejtező | Selejtező | Elődöntő          | Elődöntő          | Döntő             | Döntő             |
| Versenyző        | Verseny               | Idő       | Helyezés  | Idő               | Helyezés          | Idő               | Helyezés          |
| ---------------- | --------------------- | --------- | --------- | ----------------- | ----------------- | ----------------- | ----------------- |
| Tshisungu Kalala | 50 méteres mellúszás  | DSQ       | DSQ       | Nem jutott tovább | Nem jutott tovább | Nem jutott tovább | Nem jutott tovább |
| Moise Ngondo     | 50 méteres gyorsúszás | 29.08     | 100.      | Nem jutott tovább | Nem jutott tovább | Nem jutott tovább | Nem jutott tovább |